# Wyspa Banksa (Kolumbia Brytyjska)
Wyspa Banksa (ang. Banks Island) – wyspa kanadyjska, położona na Oceanie Spokojnym, u wybrzeży Kolumbii Brytyjskiej, pomiędzy wyspami: Porcher na północy, Pitt na wschodzie i Wyspami Królowej Charlotty na zachodzie (oddzielona cieśniną Hecate). Powierzchnia 990 km². Ma charakter wyżynny, z wysokościami do 655 m n.p.m. Panuje tu klimat umiarkowany morski, gdzie znaczne tereny zajmują lasy. Jest niezamieszkana przez człowieka.